# Schutz von Landschaftsteilen (Landschaftsschutzverordnung) - Kleiner Brombachsee
Schutz von Landschaftsteilen (Landschaftsschutzverordnung) – Kleiner Brombachsee (ID: LSG-00526.01) ist ein Landschaftsschutzgebiet in Bayern. Es erstreckt sich über eine Fläche von 362,45 Hektar in Pfofeld und Absberg, beides Gemeinden inmitten des Fränkischen Seenlands im mittelfränkischen Landkreis Weißenburg-Gunzenhausen.
Innerhalb des Landschaftsschutzgebiets liegen große Teile des Kleinen Brombachsees, eines Vorfluters des Großen Brombachsees. Auf dem Gebiet liegt das Naturschutzgebiet Halbinsel im Kleinen Brombachsee. An das Schutzgebiet grenzen das Brombachmoor und das Naturschutzgebiet Sägmühle an. Nördlich grenzt das Landschaftsschutzgebiet Schutz von Landschaftsteilen (Landschaftsschutzverordnung) - Südhang Absberg an.
Das Landschaftsschutzgebiet liegt im Fränkischen Keuper-Lias-Land (11) innerhalb der naturräumlichen Haupteinheit Vorland der Südlichen Frankenalb (113).